# Винт (деталь)

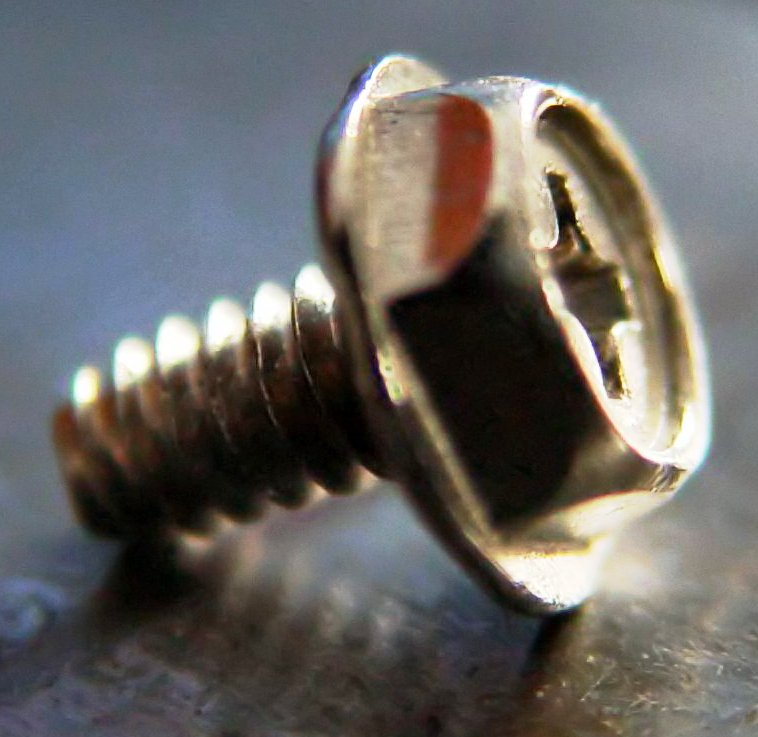
Винт 6-32 (UTS) с шестигранной головкой и шлицем для крестовой отвёртки, применяемый в персональных компьютерах

Чертёж винтового соединения, винт с прямым шлицем

Винт (от нем. Gewinde — нарезка, резьба, через пол. gwint) — крепёжное изделие для соединения или закрепления деталей. Имеет вид стержня с наружной резьбой на одном конце и конструктивным элементом для передачи крутящего момента на другом; этот конструктивный элемент может представлять собой:
- головку со шлицем;
- головку с накаткой (на боковой поверхности);
- или, при отсутствии головки, шлиц в торце стержня.[1]

Также винты могут выполнять функцию оси вращения для вращающихся деталей, служить направляющей для прямолинейного или вращательного движения, а также использоваться для прочих целей.

## История появления
Винтовой механизм был известен ещё в Древней Греции (как Архимедов винт). Позднее винт был описан греческим математиком Архитом Тарентским. В I веке до н. э. деревянные винтовые передачи уже широко применялись в странах Средиземноморья в составе масляных и винных прессов. В Европе XV века металлические винты в качестве крепёжных изделий были очень редки, если вообще были известны. Ручные отвёртки (в оригинале — фр. tournevis) появились не позднее 1580 года, хотя широкое распространение они получили только с началом XIX века. Первоначально винты были одной из многочисленных разновидностей крепежа в строительстве, и применялись в плотницком и кузнецком ремёслах.
Широкое распространение металлических винтов началось после появления в 1760—1770 годах машин для их массового поточного изготовления. Развитие этих машин поначалу шло двумя путями: промышленное изготовление винтов по дереву на одноцелевой машине, и мелкосерийная штамповка нужных винтов мастерами на полуручной машинке со сменной оснасткой.

## Отличие винта от других крепежных изделий
От шурупа или самореза винт отличается тем, что не имеет конического сужения на конце резьбы и не создаёт внутреннюю резьбу в материале при вкручивании, а используется заранее нарезанная или накатанная внутренняя резьба.

## Классификация
В зависимости от назначения существуют:
- крепёжные винты (для разъёмного соединения деталей);
- установочные винты (для взаимной фиксации деталей).

### Крепёжные винты
Наиболее распространённым типом винта в технике является крепёжный винт. Такой винт является главной деталью разъёмного винтового соединения и представляет собой стержень с резьбой на одном конце и головкой на другом.
Головка винта служит для прижатия соединяемых деталей и захвата винта отвёрткой, гаечным ключом, шестигранным ключом (шестигранником) или другим инструментом. Получили распространение крепёжные винты с круглой, шестигранной, квадратной и другими головками. Разновидность головки винта — секретка — применяется для затруднения откручивания винта посторонними. Например, винт с одним или двумя отверстиями на головке (вместо шлица), винты под Y-образную отвёртку и так далее. В СССР на железных дорогах (крепление путевых устройств) часто применялись 5-гранные болты. Для автолюбителей продаются «секретки» для крепления колёс автомобиля — все они, как правило, требуют своего уникального нестандартного ключа.
В России механические свойства болтов, крепёжных винтов и шпилек из углеродистых нелегированных и легированных сталей по ГОСТ 1759.4-87 (ISO 898/1-78) при нормальных условиях характеризуют 11 классов прочности: 3.6; 4.6; 4.8; 5.6; 5.8; 6.6; 6.8; 8.8; 9.8; 10.9; 12.9. Первое число, умноженное на 100, определяет номинальное временное сопротивление в Н/мм², второе число (отделённое точкой от первого), умноженное на 10, — отношение предела текучести к временному сопротивлению в процентах. Произведение чисел, умноженное на 10, определяет номинальный предел текучести в Н/мм². Наиболее распространены винты и болты с классом прочности 8.8 (нормальной прочности).
Соединение деталей с помощью винта и гайки называются болтовыми, а предназначенные для них винты, соответственно, болтами. Болты, как правило, имеют шестигранную головку «под ключ».
При соединении деталей, имеющих неплоскую поверхность, в местах расположения винтов делают приливы или делают местную обработку участка поверхности, чтобы опорные площадки для головки винта и гайки были плоскими. В противном случае возможен перекос соединения, что приведёт к возникновению дополнительных напряжений и может вызвать разрушение винта. В деталях из мягких материалов для винтовых соединений предусматривают прочные втулки. В тонких деталях желательно произвести местное утолщение под резьбу. При соединении материалов с различными электрическими потенциалами могут быть использованы втулки из изоляционных материалов или неметаллические винты.

### Установочные винты

Установочные винты

Установочные винты применяются при необходимости зафиксировать взаимное расположение деталей относительно друг друга. Для этого на концах имеют различные выступы или углубления для лучшей фиксации деталей, а также, если имеется необходимость или возможность, изготавливают специальные отверстия под концы установочных винтов.
Примеры концов установочных винтов:
- по ГОСТ 12414—94 Концы болтов, винтов и шпилек. Размеры. (ISO 4753:1999):
  - конический конец;
  - плоский конец;
  - цилиндрический конец;
  - засверлённый конец;
  - ступенчатый конец;
  - ступенчатый конец со сферой;
  - ступенчатый конец с конусом;
- по другим стандартам:
  - рифлёный конец;
  - шариковый конец;
  - симметричные установочные винты со шлицами с обеих сторон (применяются при автоматической сборке).

| Типы винтов |                       |         | |
| Наименование | Нормативные документы | Рисунок | Область применения |
| Винт с цилиндрической головкой                                                                                                |                       |         | Для любых видов разъёмных соединений. Может использоваться с шайбой. Головка может быть утоплена или неутоплена                                                                            |
| Винт с увеличенной цилиндрической головкой                                                                                    |                       |         | Чаще используется для крепления каких-либо деталей из цветных сплавов и металлов. Если шайбы не используются, то достаточно большая площадь низа головки предотвращает повреждение детали. |
| Винт с потайной головкой (англ. Countersunk or flat head screw)                                                               |                       |         | Используется, когда необходимо спрятать головку винтов, например, для крепления крышек, для присоединения внешних деталей. Не рекомендуется применять при наличии установочных штифтов     |
| Винт с полупотайной головкой (англ. Oval or raised head screw)                                                                |                       |         | Используется, когда необходимо спрятать головку винтов, например, для крепления крышек, для присоединения внешних деталей. Не рекомендуется применять при наличии установочных штифтов     |
| Винт с полукруглой головкой (англ. Round head screw)                                                                          |                       |         | Может использоваться в случаях, когда толщина соединяемых деталей слишком мала для применения винтов с утоплённой головкой                                                                 |
| Винт с цилиндрической головкой и внутренним шестигранным отверстием                                                           |                       |         | Для случаев, когда при завинчивании требуется приложить значительную силу затяжки |
| Винт специальный с цилиндрической головкой и лыской                                                                           |                       |         | Для крепление крышек приборов и прочих изделий |
| Винт установочный с потайной головкой                                                                                         |                       |         | |
| Винт специальный |                       |         | Предназначен для фиксации или регулировки положения деталей вручную |
| Винт с накатанной головкой |                       |         | Предназначен для фиксации или регулировки положения деталей вручную |
| Винт со сферической или цилиндрической головкой                                                                               |                       |         | Наряду с применением для крепления деталей, также может использоваться как ось для вращения деталей                                                                                        |
| Винт с большой цилиндрической головкой                                                                                        |                       |         | Применяется, главным образом, для закрепления цилиндрических деталей, а также фиксирует их положение относительно друг друга                                                               |
| Винт с большой сферической головкой (англ. Button or dome head screw)                                                         |                       |         | Применяется, главным образом, для закрепления цилиндрических деталей, а также фиксирует их положение относительно друг друга                                                               |
| Винт установочный с цилиндрической головкой (англ. Cheese head screw)                                                         |                       |         | Такие винты могут быть использованы в качестве шпонок. В общем случае используются для закрепления деталей.                                                                                |
| Винт с накатанной плоской головкой                                                                                            |                       |         | Такие винты могут быть использованы в качестве шпонок. В общем случае используются для закрепления деталей.                                                                                |
| Винт с накатанной высокой головкой                                                                                            |                       |         | Служат для предотвращения деталей от проворачивания. Завинчиваются и регулируются от руки                                                                                                  |
| Винт с барашком |                       |         | Используются в случаях, когда требуется частое завинчивание и отвинчивание от руки |
| Винты установочные англ. Set screw (grub screw)                                                                               |                       |         | Для установки и стопорения деталей |
| Винты установочные с квадратной головкой и ступенчатым концом со сферой (англ. Square-head step-point with sphere set screws) | ГОСТ 1486—84          |         | |
| Винт установочный с коническим концом                                                                                         |                       |         | |
| Винт установочный с плоским концом                                                                                            |                       |         | |
| Винт с квадратной головкой и цилиндрическим концом                                                                            |                       |         | |
| Винт установочный с внутренним шестигранником                                                                                 |                       |         | |
| Винт с цилиндрическим и ступенчатым концов                                                                                    |                       |         | |
| Винт с засверлённым концом |                       |         | |

## Элементы винта
Основными элементами винта являются:
- Цилиндрический стержень — часть винта, непосредственно входящая в отверстие или вворачивающаяся в материал. Стержень частично или полностью покрыт резьбой. Длина нарезной части и глубина нарезки определяются в зависимости от материала, из которого изготовлен винт и материала соединяемых деталей, а также от диаметра резьбы[8].
- Головка — часть винта, служащая для передачи на него крутящего момента. Имеет лыски под гаечный ключ или шлиц для отвёртки. Формы головки и шлица могут быть очень разнообразны.

### Формы головок

Формы головок винтов:
a — плоская
b — выпуклая
с — круглая
d — грибовидная
e — потайная
f — полупотайная

В зависимости от предназначения различают следующие основные формы головок:
- Плоская;
- Выпуклая;
- Круглая — обычно, в декоративных целях;[10]
- Грибовидная — низкая головка сферической формы;
- Потайная: коническая головка с плоской внешней поверхностью, предназначенная для утапливания в материал «заподлицо», широко используется для шурупов;
- Полупотайная: нижняя часть — как у потайной, но верх — не плоский, а закруглённый[10].

### Видышлицев
| Прямой (плоский) шлиц (SL)            | Крестообразный шлиц Phillips (PH)      | Крестообразный шлиц Posidriv/SupaDriv (PZ) | Квадратная головка                                  |
| Шлиц Робертсона                       | Шестигранная головка (HEX)             | Шестигранный шлиц (Аллен)                  | Защищённый шестигранник (pin-in-hex)                |
| Шлиц типа Torx (T, TX)                | Защищённый Torx (TR)                   | Шлиц Tri-Wing                              | Шлиц Torq-set                                       |
| Головка под вилочный ключ (Snake-eye) | Шлиц Triple square (12-лучевая звезда) | Шлиц Spline (12-лучевая звезда)            | Шлиц Double hex (12-гранник)                        |
| Шлиц Polydrive                        | Шлиц антивандальный One-way            | Бристольский шлиц                          | Шлиц Pentalobe (используется фирмами Apple и Meizu) |

## Предохранение винтовых соединений от самоотвинчивания

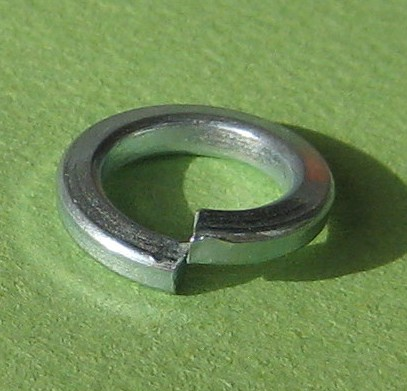
Пружинная шайба

Пружинная шайба

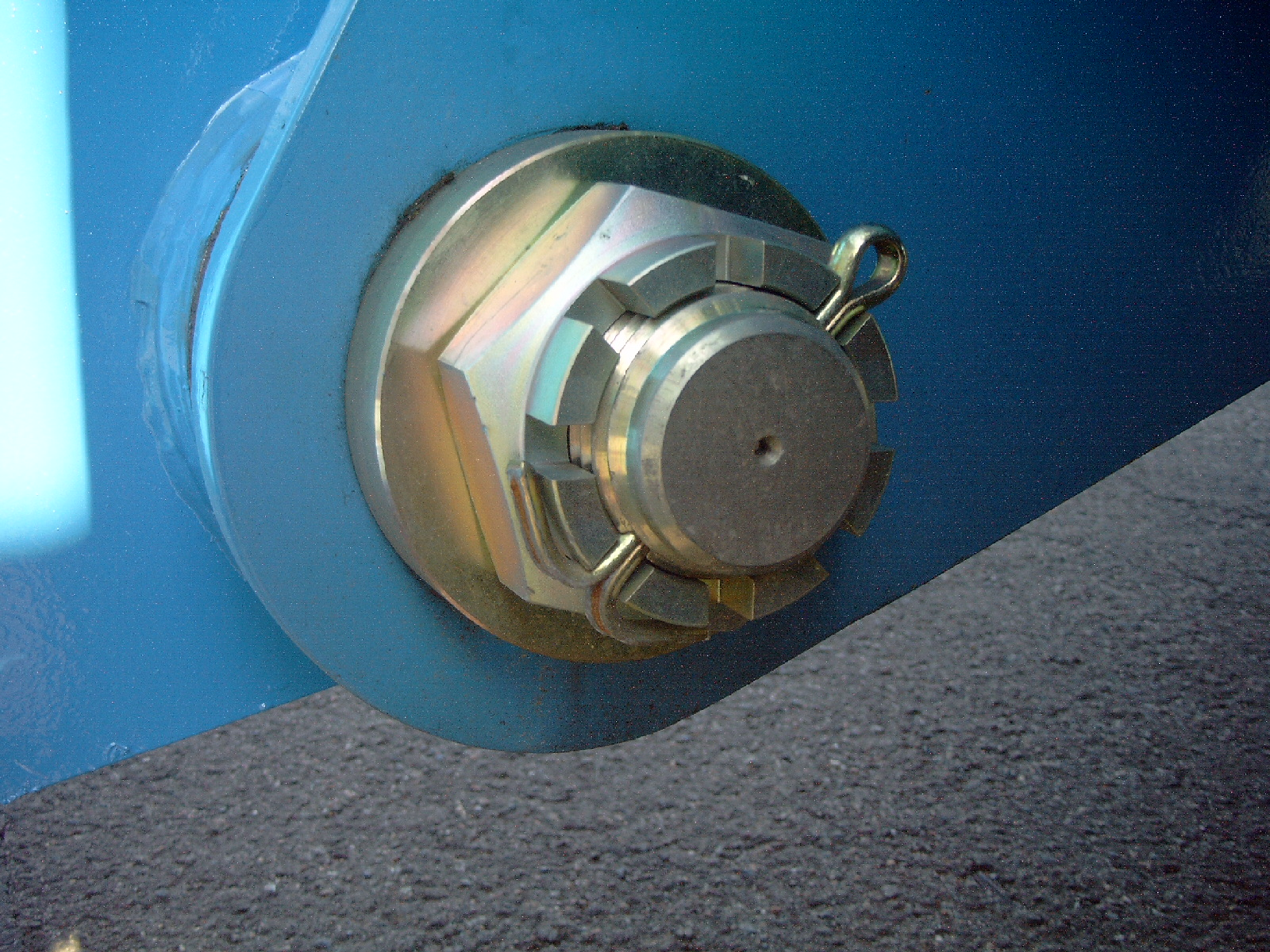
Предохранение от самоотвинчивания с помощью шплинта

Несмотря на то, что крепёжные резьбы изготавливаются таким образом, чтобы угол подъёма винтовой линии был меньше, чем угол трения, винтовые соединения всё же имеют склонность к самоотвинчиванию. Причиной этого служит работа таких соединений под действием динамических нагрузок. Вибрация, тряска, удары приводят к тому, что трение по резьбе между винтом и ответной деталью резко уменьшается. Самоотвинчивание является важной проблемой, которая может привести к серьёзным последствиям. Было разработано большое количество самых разнообразных способов, предотвращающих самоотвинчивание. Их можно разбить на следующие группы:
- Предохранение путём создания повышенного трения у посаженного винта. Добиваются повышения трения либо по резьбе, либо между головкой винта и деталью. Этих целей достигают созданием дополнительного давления на винт. К подобным способам можно отнести использование контргаек (когда на основную гайку сверху сажают ещё одну, чаще меньшей высоты), использование разрезных гаек (гайка состоит из двух частей с отдельными резьбами, отдельные части иногда могут дополнительно стягиваться между собой винтом), использование гаек с упругим уплотнением (в гайках проложено кольцо упругого материала, которое после установки давит на винт), использование резиновых шайб (увеличивается трение под головкой винта), использование поджима соединяемых деталей пружинами (внизу отверстия, куда сажается винт, может быть установлена пружина, которая сжимается при завинчивании винта и затем давит на него, повышая трение по резьбе). Использование контргаек является не самым эффективным способом, как по эксплуатационным характеристиками, так и вследствие того, что это приводит к перерасходу материала — требуется не только дополнительное количество гаек и более длинные винты, но зачастую и увеличение габаритов конструкции.
- Применение пружинящих шайб, устанавливаемых под головки винтов. Прижатая в ходе завинчивания, такая шайба стремится вернуть прежний объём, создавая дополнительное давление на резьбу в продольном направлении. В качестве подобных шайб используются разрезные шайбы, фасонные шайбы с упругими звеньями, специальные шайбы упругого профиля. Толщина пружинящих шайб не должна быть слишком большой. В противном случае существует вероятность появления эксцентриситета в направлении удерживающего усилия в винте, что может привести к отрыву головки. Также к этой группе можно отнести самостопорящиеся гайки, которые имеют на нижней поверхности острые края. Врезаясь в материал детали, такие гайки обеспечивают более прочную фиксацию. Однако, это справедливо только для небольших нагрузок.
- Применение парных шайб типа «NordLock».
- Использование шплинтов, штифтов, винтов и пластинчатых пружин.
- Применение деформируемых деталей. Подобные детали, шайбы и гайки имеют отгибаемые части, с помощью которых можно создавать упор, препятствующий самоотвинчиванию.
- Изменение формы головки или конца винта, а также изменение формы соединяемых деталей. В этом случае концы винта могут быть расклёпаны, раскернованы или разогнуты в случае специальных винтов. Недостатком подобного рода защиты является плохой демонтаж (разборка) соединения, и чаще всего невозможность вторичного использования винтов.
- Применение проволочных замков. Несколько винтов, установленные на место, могут быть скреплены между собой с помощью проволоки, пропущенной через отверстия в их головках. Крепко закрученная, проволока будет препятствовать самоотвинчиванию.
- Применение лаков или красок. В этом случае у головки винта или гайки наносятся капли лака или краски, которые сцепляют винт с деталью. Также может быть применена заливка краской утопленной головки винта.
- Применение анаэробных фиксаторов резьбовых соединений.

## Расчёт винтовых соединений
Величина крутящего момента, требуемого для вращения гайки по винту находится из уравнения
{\displaystyle M=P\cdot \operatorname {tg} (\alpha \pm \varrho '){\frac {d_{\text{ср}}}{2}},}
где
{\displaystyle P} — осевая нагрузка, действующая на гайку;
{\displaystyle d_{\text{ср}}} — средний диаметр винта;
{\displaystyle \alpha } — угол подъёма резьбы;
{\displaystyle \varrho '={\frac {\mu }{\cos \beta }}} — угол трения;
{\displaystyle \mu } — коэффициент трения между материалами винта и гайки;
{\displaystyle \beta } — половина угла профиля резьбы (для метрической резьбы {\displaystyle \beta =30^{\circ }}, для дюймовой {\displaystyle \beta =27^{\circ }30'}).
При затягивании винта или гайки в расчёт также следует принять трение между ними и поверхностью детали.
Расчёт на прочность винтовых соединений производится следующим образом:
1. Случай, когда на детали, соединяемые винтом, действует сила, приложенная вдоль оси винта. В этом случае винт работает на растяжение, и уравнение прочности имеет вид
{\displaystyle d_{1}={\sqrt {\frac {4P}{\pi [\sigma ]_{p}}}},}
где
{\displaystyle d_{1}} — внутренний диаметр резьбы;
{\displaystyle [\sigma ]_{p}} — допустимое напряжение на растяжение для материала винта.
По найденному {\displaystyle d_{1}} подбирают соответствующий винт, а затем гайку.
2. В случае, когда приходится осуществлять подтягивание болта под действием осевой нагрузки, в сечениях стержня возникают дополнительные напряжения от растяжения и кручения. Их учитывают в общем случае с помощью коэффициента запаса. Внутренний диаметр болта в этом случае находится по формуле
{\displaystyle d_{1}={\sqrt {\frac {\beta \cdot 4P}{\pi [\sigma ]_{p}}}},}
где {\displaystyle \beta =(1{,}2\div 1{,}3)} — коэффициент, учитывающий скручивание стержня.
3. Если помимо прочности соединения требуется обеспечить его плотность, величина усилия, действующего на болт, будет находиться в зависимости не только от приложенной силы, но и от упругости соединяемых элементов, а также в учёт следует брать величину необходимого предварительного затяга, определяющего плотность соединения.
Можно рассмотреть два случая:
а) Если болт соединяет жёсткие детали, то расчётное усилие {\displaystyle P_{p}=2{,}6P}.
б) Если соединяемые детали упругие, то расчётное усилие {\displaystyle P_{p}=2{,}3P}.
Внутренний диаметр нарезанной части в обоих случаях определяется по формуле
{\displaystyle d_{1}={\sqrt {\frac {\beta \cdot 4P_{p}}{\pi [\sigma ]_{p}}}}.}
4. Соединение деталей, находящихся под действием поперечных нагрузок. Возможны два случая:
а) Винт (болт) поставлен в соединение без зазора (зазор между стенками отверстия и стержнем). В этом случае он рассчитывается на срез и смятие по следующим формулам:
{\displaystyle \tau _{\text{ср}}={\frac {4P}{\pi d^{2}}}\leqslant [\tau ]_{\text{ср}},}
{\displaystyle \sigma _{\text{см}}={\frac {P}{ld}}\leqslant [\sigma ]_{\text{см}},}
где {\displaystyle [\tau ]_{\text{ср}},[\sigma ]_{\text{см}}} — допускаемые напряжения на срез и смятие материала винта.
б) Болт поставлен в соединение с зазором. В этом случае затяжка должна быть значительно сильнее, иначе произойдёт сдвиг и случится перекос болта. Необходимо с помощью затяжки создать достаточные силы трения между стягиваемыми деталями. Расчёт ведётся на деформацию растяжения и кручения:
{\displaystyle d_{1}={\sqrt {\frac {4\beta N}{\pi [\sigma ]_{p}}}},}
где {\displaystyle N={\frac {P}{\mu }}} — сила растяжения ({\displaystyle P} — приложенное усилие, {\displaystyle \mu } — коэффициент трения между деталями).
Во многих случаях резьбу в винтах назначают конструктивно. В этом случае её проверяют на изгиб по следующим формулам:
{\displaystyle \sigma _{i}={\frac {M_{i}}{W}}={\frac {P{\frac {t_{2}}{2}}\cdot 6}{z\pi d_{1}b^{2}}}\leqslant [\sigma ]_{i},}
где
{\displaystyle t_{2}} — высота профиля резьбы;
{\displaystyle b} — толщина витка резьбы;
{\displaystyle z} — число витков.